# Kamenička (přítok Labe)
Kamenička je potok v Ústeckém kraji v Česku. Je dlouhá 6,31 km a plocha povodí činí přibližně 7 km² a vlévá se Labe jako jeho pravostranný přítok. Celý tok se nachází na území statutárního města Děčína. (ID toku 10102310)

## Průběh toku
Dominantní směr Kameničky je severozápadní. Ta pramení 800 metrů jihovýchodně od děčínské městské části Lesná v nadmořské výšce 495 m. Ještě v Lesné mění svůj směr na severní a na jejím konci opět na severozápadní. Po opuštění Lesné se dostává do hlubokého údolí, v němž tvoří hranici katastrálních území a to mezi k. ú. Lesná u Děčína a Velká Veleň a dále mezi k. ú. Lesná u Děčína a Chlum u Děčína. Takže osadu, kterou protéká v nadmořské výšce cca 340 m, rozděluje na dvě části. Na levém břehu v k. ú. Lesná u Děčína se tak nachází osada Lesní Mlýn, která je součástí Lesné, a na pravém břehu v k. ú. Chlum u Děčína je osada Kamenička, která je součástí Chlumu. Nakonec přitéká do městské části Boletice nad Labem, kde se u ČOV vlévá pravostranně do Labe v nadmořské výšce 124 m.

## Využití toku
V minulosti bylo využíváno vody Kameničky, zejména díky velkému spádu, k pohonu vodních kol. Jak napovídají názvy, nacházel se jeden mlýn v osadě Lesní mlýn. Další mlýn připomíná název ulice Mlýnská v Boleticích, kde v místě dnešního rodinného domku č. 332 stával mlýn na obilí.

## Galerie

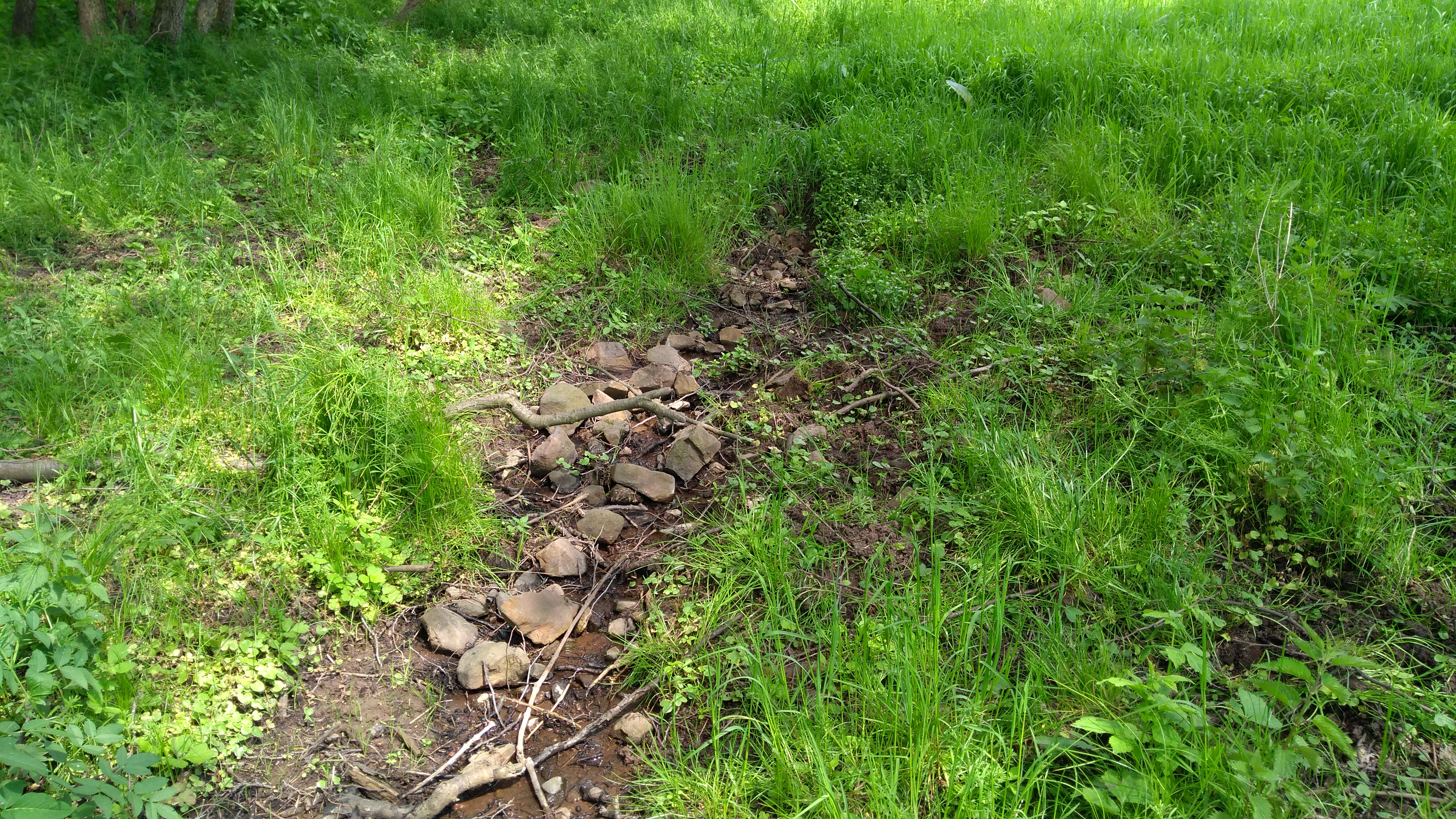
Pramen.
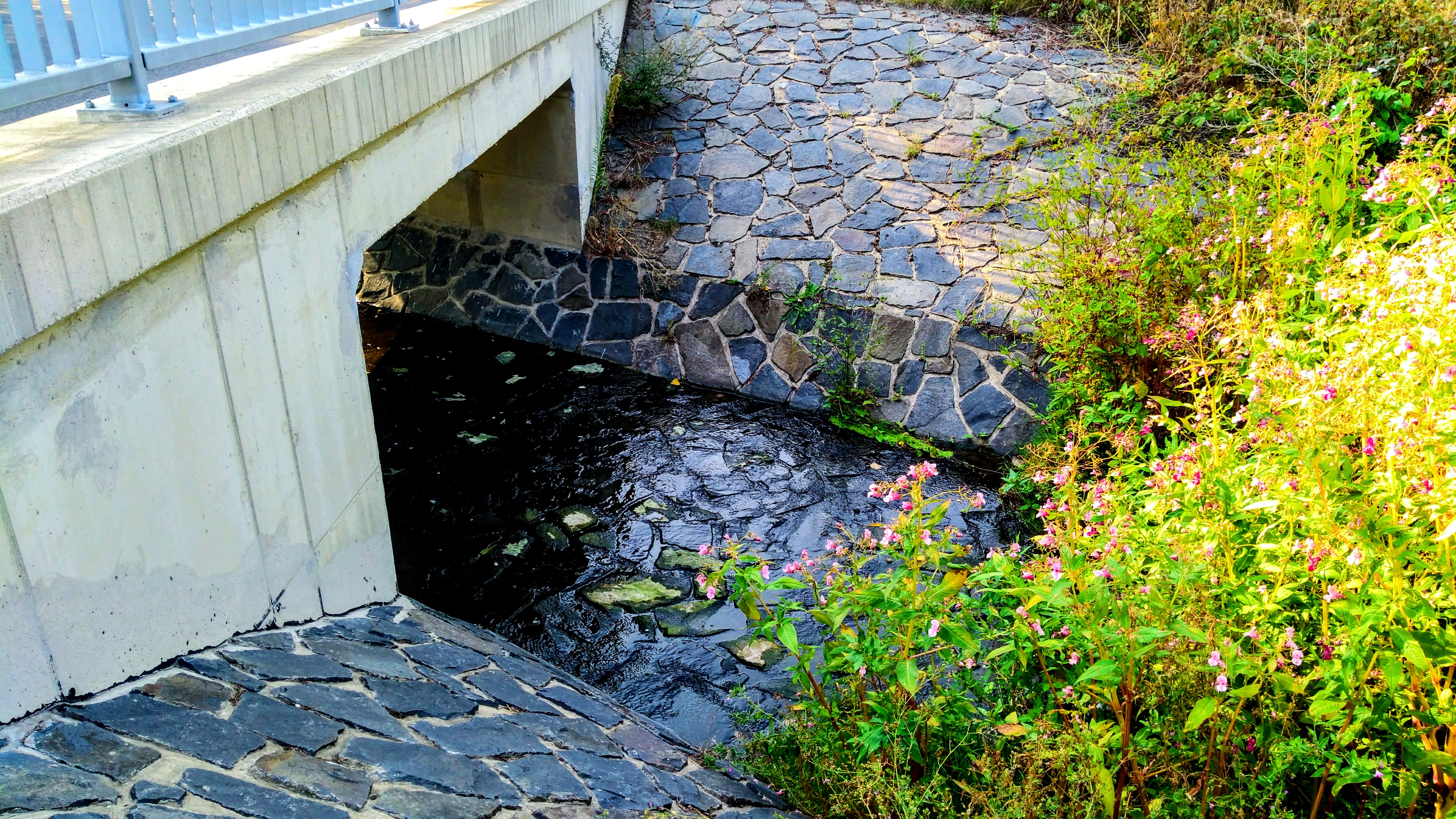
Kamenička podtéká most cyklostezky těsně před ústím.
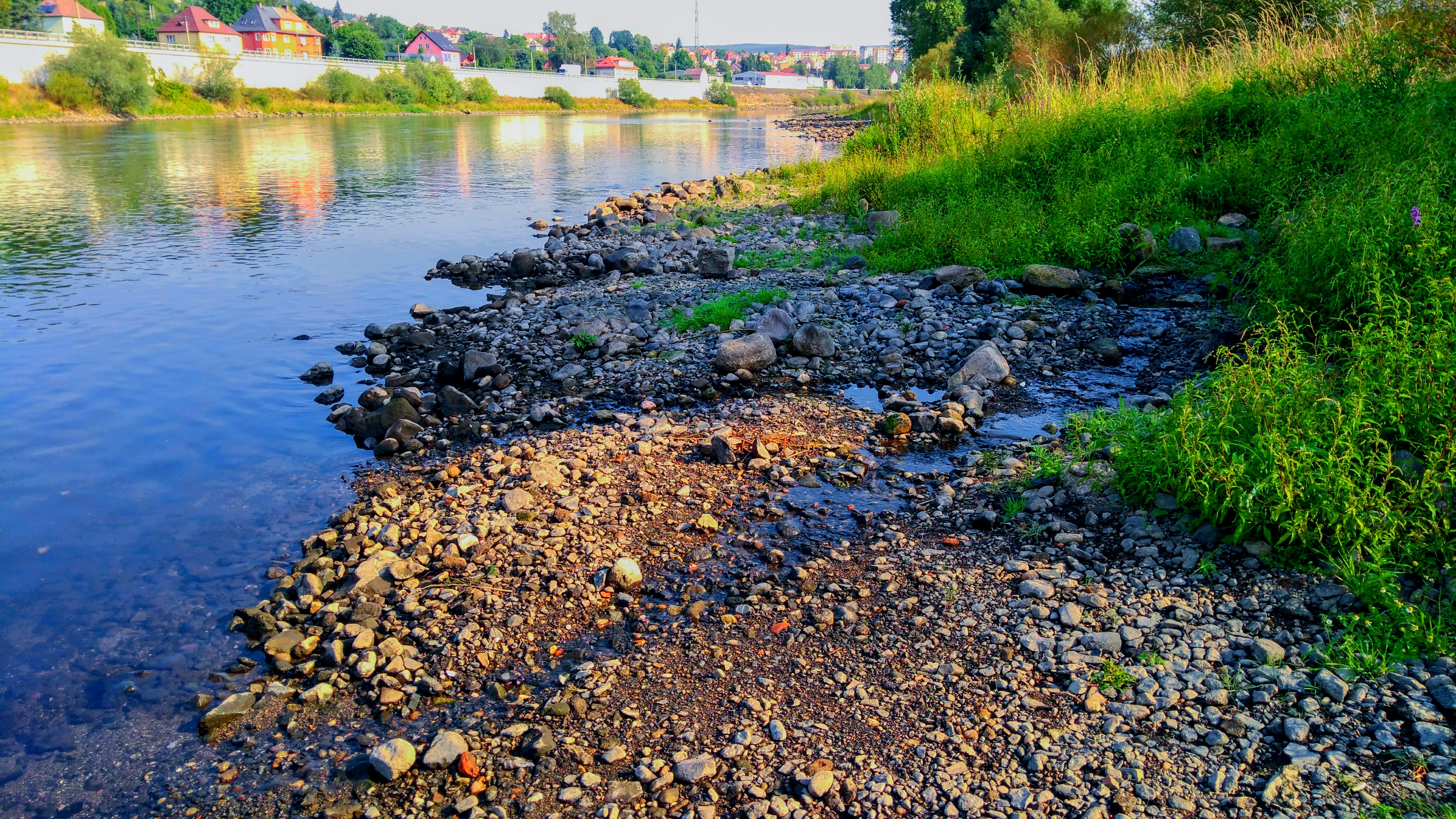
Ústí do Labe.